# Episodi di MacGyver (quinta stagione)
La quinta stagione della serie televisiva MacGyver, composta da 21 episodi, è stata trasmessa negli Stati Uniti dal canale ABC dal 18 settembre 1989 al 30 aprile 1990. In Italia è stata trasmessa su Italia 1 a partire dal 13 gennaio 1992.
Il doppio episodio La leggenda della Santa Rosa non viene trasmesso durante la prima messa in onda italiana, ma solo distribuito in VHS.
L'episodio Battaglia sottomarina fu il centesimo episodio della serie e fu celebrato con un gran galà il 3 marzo 1990 presso il Science World in Canada.
| nº | Titolo originale                     | Titolo italiano                              | Prima TV USA      | Prima TV Italia |
| -- | ------------------------------------ | -------------------------------------------- | ----------------- | --------------- |
| 1  | The Legend of the Holy Rose - Part 1 | La leggenda della Santa Rosa - Parte prima   | 18 settembre 1989 | Novembre 1991   |
| 2  | The Legend of the Holy Rose - Part 2 | La leggenda della Santa Rosa - Parte seconda | 25 settembre 1989 | Novembre 1991   |
| 3  | The Black Corsage                    | La perla del corsaro                         | 2 ottobre 1989    | 13 gennaio 1992 |
| 4  | Cease Fire                           | Trattato di pace                             | 9 ottobre 1989    | 19 gennaio 1992 |
| 5  | Second Chance                        | Una seconda occasione                        | 16 ottobre 1989   | 14 gennaio 1992 |
| 6  | Halloween Knights                    | Il ritorno di Murdoc                         | 30 ottobre 1989   | 15 gennaio 1992 |
| 7  | Children of Light                    | Il prezzo della verità                       | 6 novembre 1989   | 16 gennaio 1992 |
| 8  | Black Rhino                          | Cacciatori senza scrupoli                    | 13 novembre 1989  | 17 gennaio 1992 |
| 9  | The Ten Percent Solution             | La superiorità assoluta                      | 20 novembre 1989  | 18 gennaio 1992 |
| 10 | Two Times Trouble                    | Due vite spezzate                            | 11 dicembre 1989  | 21 gennaio 1992 |
| 11 | The Madonna                          | La Madonna è scomparsa                       | 18 dicembre 1989  | 20 gennaio 1992 |
| 12 | Serenity                             | Sogno o realtà                               | 8 gennaio 1990    | 22 gennaio 1992 |
| 13 | Live and Learn                       | Per un futuro migliore                       | 15 gennaio 1990   | 23 gennaio 1992 |
| 14 | Log Jam                              | Disboscamento selvaggio                      | 5 febbraio 1990   | 24 gennaio 1992 |
| 15 | The Treasure of Manco                | Il tesoro di Manco                           | 12 febbraio 1990  | 25 gennaio 1992 |
| 16 | Jenny's Chance                       | Vincenti e piazzati                          | 19 febbraio 1990  | 26 gennaio 1992 |
| 17 | Deep Cover                           | Battaglia sottomarina                        | 26 febbraio 1990  | 27 gennaio 1992 |
| 18 | The Lost Amadeus                     | Lo stradivario perduto                       | 19 marzo 1990     | 28 gennaio 1992 |
| 19 | Hearts of Steel                      | Cuori d'acciaio                              | 9 aprile 1990     | 29 gennaio 1992 |
| 20 | Rush to Judgement                    | Un giudizio affrettato                       | 16 aprile 1990    | 30 gennaio 1992 |
| 21 | Passages                             | La nave del sole                             | 30 aprile 1990    | 31 gennaio 1992 |

## La leggenda della Santa Rosa - Parte prima
- Titolo originale: The Legend of the Holy Rose - Part 1
- Diretto da: Michael Caffey
- Scritto da: Stephen Downing

### Trama
Dopo aver salvato un giornalista americano da narcotrafficanti colombiani, fuggendo con un ultraleggero fatto in casa, MacGyver viene contattato in modo un po' "irruente" da una vecchia amica archeologa, che lo convince ad aiutarla nella ricerca di un antico tempio costruito da Ambrosius, alchimista del XII secolo. Questo tempio contiene molti artefatti, tra cui forse il Santo Graal e la Pietra Filosofale. MacGyver è già in possesso di uno dei tre artefatti che sveleranno l'ubicazione del tempio. Ma Erich Von Leer, un miliardario senza scrupoli, è anch'esso sulle loro tracce. La prima tappa della ricerca è Londra; Mac trova il secondo artefatto, ma viene imprigionato in una trappola mortale mentre la sua amica viene rapita.

## La leggenda della Santa Rosa - Parte seconda
- Titolo originale: The Legend of the Holy Rose - Part 2
- Diretto da: Charles Correll
- Scritto da: Stephen Downing

### Trama
Continua la ricerca del tempio di Ambrogius. MacGyver si libera dalla trappola, ritrova la sua amica e parte per la Francia alla volta del tempio.

## La perla del corsaro
- Titolo originale: The Black Corsage
- Diretto da: Charles Correll
- Scritto da: Paul Margolis

### Trama
Sophia Ross, una giovane bulgara sotto protezione della Phoenix Foundation, si ritrova suo malgrado testimone di un omicidio.
Inconsapevole di avere addosso la terza parte di una mappa che porta ad un prezioso gioiello, la ragazza spaventata fugge. Spetterà a MacGyver e a Frank Colton ritrovare la ragazza e salvarla da due pericolosi criminali, Deegan e March, intenzionati a recuperare l’intera mappa.

## Trattato di pace
- Titolo originale: Cease Fire
- Diretto da: William Gereghty
- Scritto da: Chris Haddock

### Trama
MacGyver si trova a Ginevra insieme al suo amico Peter Thornton per mediare un trattato di pace tra le due popolazioni, gli Azmir e i Samadiani. Tuttavia, non tutti sono interessati al raggiungimento della pace e per questo motivo avviene un attentato orchestrato da un cecchino.
MacGyver viene ingiustamente accusato dell'attentato e, ferito da un colpo di arma da fuoco, si trova costretto a nascondersi mentre cerca di scagionarsi da un'accusa infondata. La sua abilità nell'usare oggetti comuni per risolvere situazioni complesse diventa decisiva nel chiarire la verità sull'attentato e nel salvare sé stesso e gli altri.

## Una seconda occasione
- Titolo originale: Second Chance
- Diretto da: Michael Caffey
- Scritto da: Robert Sherman

### Trama
MacGyver si trova a Bangkok con il suo amico Jesse Colton per conto della Fondazione Phoenix, il suo compito è ottenere dei visti per dei bambini molto malati e portarli in America per curarli. Dovrà vedersela con un ricettatore senza scrupoli.

## Il ritorno di Murdoc
- Titolo originale: Halloween Knights
- Diretto da: Charles Correll
- Scritto da: John Sheppard

### Trama
Murdoc si rifà vivo e riesce a catturare MacGyver, ma incredibilmente non lo uccide, anzi, gli chiede aiuto per liberare sua sorella, rapita dall'associazione criminale per cui lavorava. Riluttante, MacGyver accetta a patto che Murdoc gli consegni le prove che incastrino i componenti dell'associazione e che Murdoc stesso si costituisca.

## Il prezzo della verità
- Titolo originale: Children of Light
- Diretto da: Bill Corcoran
- Scritto da: Rick Mittleman

### Trama
MacGyver ospita Mei Chen, una giovane ragazza cinese. Non sa però che quest'ultima fa parte del gruppo studentesco che manifestò in Piazza Tiananmen e che è arrivata negli Stati Uniti per portare le prove del massacro. Ricercata da uomini del governo cinese, MacGyver cercherà di proteggerla.

## Cacciatori senza scrupoli
- Titolo originale: Black Rhino
- Diretto da: Bill Corcoran
- Scritto da: Paul Margolis

### Trama
MacGyver, seguendo le tracce del fratello minore dei Colton, Billy, si reca in Africa per catturare un famoso trafficante d'avorio di nome Ladysmith.
Tuttavia, una volta arrivato scopre che Billy è in grave pericolo e che Ladysmith ha alleanze con membri delle istituzioni locali.

## La superiorità assoluta
- Titolo originale: The Ten Percent Solution
- Diretto da: Michael Preece
- Scritto da: Tom e Sally Drake

### Trama
La Phoenix Foundation si occupa anche di comprare alle aste capolavori artistici affinché non finiscano in collezioni private e che siano visibili a tutti. A questo scopo Peter Thornton, insieme a MacGyver, si reca ad un'asta per acquistare un capolavoro di Rubens. Appena acquistato il quadro però, un uomo entra nella sala e reclamando il quadro come proprio, lo danneggia nel tentativo di sottrarlo. L'uomo in questione è ebreo, internato in un campo di concentramento nazista durante la Seconda Guerra Mondiale, e afferma che il quadro apparteneva alla sua famiglia prima che fosse sottratto dai nazisti. Indagando, MacGyver scopre che la società che vende i quadri è in mano a discendenti di gerarchi nazisti che bramano di fondare il primo nucleo del nuovo stato ariano, che si situerà sulla costa Ovest degli Stati Uniti grazie al piano soprannominato "The Ten Percent Solution"...

## Due vite spezzate
- Titolo originale: Two Times Trouble
- Diretto da: Michael Preece
- Scritto da: Robert Sherman

### Trama
Roxy Yeats, un'amica d'infanzia e cantante rock di MacGyver, è ingaggiata dalla Phoenix Foundation per girare un videoclip contro l'uso di droghe.
Mentre MacGyver si riunisce con Roxy, iniziano ad accadere degli attentati alla sua vita che lo spingono a indagare sulla situazione, che sembra essere legata alla sorella gemella di Roxy, Carla.

## La Madonna è scomparsa
- Titolo originale: The Madonna
- Diretto da: Michael Caffey
- Scritto da: Cathleen Young

### Trama
La scomparsa della statua della Madonna dalla chiesa locale si intreccia con l'aiuto di MacGyver al direttore del Challengers Club, Cynthia Wilson, nei preparativi per la raccolta fondi natalizia. Insieme, vivranno una avventura emozionante durante il magico periodo del Natale.

## Sogno o realtà
- Titolo originale: Serenity
- Diretto da: William Gereghty
- Scritto da: Stephen Kandel

### Trama
MacGyver torna a casa esausto dopo una lunga missione e rifiuta un nuovo incarico proposto da Peter. Mentre riposa sul suo divano, comincia a sognare di essere un veterano della Guerra Civile nel Montana, interessato all'acquisto di un piccolo ranch.
Purtroppo, il ranch attira l'attenzione di un potente proprietario terriero, Peter Thornton, il quale causa non pochi pericoli per MacGyver. L'aggiunta del pericoloso Murdoc alla situazione rende tutto ancora più incerto.

## Per un futuro migliore
- Titolo originale: Live and Learn
- Scritto da: Rick Mittleman
- Diretto da: Harry Harris

### Trama
MacGyver sta conducendo un progetto della Fondazione Phoenix per combattere l'abbandono scolastico. Viene scelto uno studente liceale problematico come caso pilota, nonostante egli sia convinto che sia meglio lavorare in un cantiere piuttosto che proseguire gli studi. Il ragazzo viene assunto come operaio nel cantiere dove già lavora suo padre e scopre che il cantiere potrebbe essere poco sicuro quando assiste alla corruzione di un ispettore della sicurezza.

## Disboscamento selvaggio
- Titolo originale: Log Jam
- Diretto da: William Gereghty
- Scritto da: Lee Maddux

### Trama
MacGyver si reca in Oregon per cercare di facilitare il dialogo tra ambientalisti e commercianti del legname. Giunto sul posto, viene a conoscenza di un presunto omicidio.
La sua vecchia amica Amy Chandler, che è anche il capo del gruppo ambientalista, convince MacGyver che non tutto è come sembra e che dietro il mercato del legname si celano affari loschi.

## Il tesoro di Manco
- Titolo originale: The Treasure of Manco
- Diretto da: Michael Preece
- Scritto da: Chris Haddock

### Trama
MacGyver si reca in Perù, precisamente a Lima, per incontrare un’amica di nome Maria. Quest’ultima è la figlia di un archeologo deceduto durante la ricerca di un tesoro Inca misterioso e mai scoperto. Maria è determinata a realizzare il sogno del padre e trovare il tesoro di Manco per donarlo interamente al popolo peruviano.

## Vincenti e piazzati
- Titolo originale: Jenny's Chance
- Diretto da: Michael Caffey
- Scritto da: Rick Drew e John Sheppard

### Trama
Il padre di Jenny Larson, un’amica di MacGyver e Jack Dalton, viene ucciso da un proprietario di cavalli disonesto di nome George Henderson. MacGyver, Jack Dalton e Peter organizzano così un elaborato piano per cercare di far confessare a Henderson l’omicidio.
I tre, con l’aiuto di Jenny Larson, danno il via a un’operazione sotto copertura: MacGyver nei panni di Dexter, un nerd un po’ matto, Peter nei panni di un allibratore del sud e Jack nei panni di un gangster cubano di nome Lucky Charlie.

## Battaglia sottomarina
- Titolo originale: Deep Cover
- Diretto da: Charles Correll
- Scritto da: Robert Sherman

### Trama
La Fondazione Phoenix ha sviluppato una tecnologia chiamata ERMA (Echo Regenerative Module-Active) che rende i sottomarini invisibili ai sonar e che potrebbe essere utile nella lotta contro il traffico di droga. A capo del progetto, insieme a Peter Thornton e a MacGyver, c’è la dottoressa Gwen Carpenter.
Purtroppo, un gruppo di trafficanti di droga, venuti a conoscenza del progetto, sta pianificando una astuta tattica per impossessarsi del dispositivo.

## Lo stradivario perduto
- Titolo originale: The Lost Amadeus
- Diretto da: Michael Caffey
- Scritto da: Paul Margolis

### Trama
MacGyver, durante una domenica inizialmente dedicata allo sport e al relax, incontra Lulu, una donna energica con una personalità eccentrica. Quest'ultima, in cambio di un passaggio a casa per farsi perdonare di averlo speronato con l'auto, lo trascina in un'avventura contro il tempo.
Izzy, un violinista professionista e amico di Lulu, sembra aver riportato dall'Austria un violino originale chiamato "Amadeus", appartenuto a Wolfgang Amadeus Mozart e costruito dall'italiano Antonio Stradivari. Tuttavia, il violino suscita l'interesse di una coppia di criminali.

## Cuori d'acciaio
- Titolo originale: Hearts of Steel
- Diretto da: Charles Correll
- Scritto da: Rick Mittleman

### Trama
Lisa Woodman e suo padre Eric sono nel mirino di una banda di rapitori. Lo scopo è rapire Lisa per chiedere un enorme riscatto, ma il rapimento finisce per prendere una brutta piega poiché la ragazza rapita non è Lisa.
La banda, una volta compreso l'errore, tenta comunque di estorcere il riscatto e escogita un nuovo piano per rapire Lisa. MacGyver, contattato da Woodman, cercherà di risolvere la situazione.

## Un giudizio affrettato
- Titolo originale: Rush to Judgement
- Diretto da: Charles Correll
- Scritto da: Robert Sherman

### Trama
Mentre agisce in veste di giurato in un processo a sfondo razziale, MacGyver esce di nascosto per indagare sulla scena del crimine e scopre alcune prove preziose, ma si rende colpevole di oltraggio alla corte.

## La nave del sole
- Titolo originale: 	Passages
- Diretto da: William Gereghty
- Scritto da: Anthony Rich

### Trama
Mentre Harry, il nonno di MacGyver, è vittima di un grave infarto, Peter e MacGyver presiedono l'importante cerimonia di restituzione di un reperto archeologico ad alcuni rappresentanti del governo egiziano. Il reperto, chiamato "Nave del Sole", rappresenta il mezzo attraverso il quale il dio Osiride, dio dell'oltretomba, accompagna i defunti all'aldilà.
Tuttavia, un tentativo di furto da parte di un agente corrotto lascia MacGyver in fin di vita. Questa esperienza tra la vita e la morte non solo gli permette di incontrare il nonno, ma soprattutto di rivedere i suoi genitori defunti.